# Paul Wellstone
Paul Wellstone (Washington, 1944. július 21. – Eveleth, 2002. október 25.) az Amerikai Egyesült Államok szenátora (Minnesota, 1991–2002).